# Communauté de communes Vaison Ventoux
La communauté de communes Vaison Ventoux est une communauté de communes française, située dans les départements de Vaucluse et de la Drôme, en région Provence-Alpes-Côte d'Azur et Auvergne-Rhône-Alpes.

## Historique
Elle est créée le 1er janvier 2003. Le 1er janvier 2009, elle fusionne avec la communauté de communes de la Vallée du Toulourenc. Le 1er janvier 2014, elle incorpore les communes de Mollans-sur-Ouvèze et Saint-Roman-de-Malegarde.
Après avoir été créée sous le nom de Communauté de communes du Pays Voconces - Copavo en 2003, puis avoir adopté celui de Communauté de communes Pays Vaison Ventoux - Copavo en 2009, elle adopte depuis le 4 septembre 2017, dans un souci de simplification, celui de Communauté de communes Vaison Ventoux, la notion de Pays et l'acronyme Copavo étant abandonnés.

## Territoire communautaire

### Composition

Ancien logo.

La communauté de communes est composée des 19 communes suivantes :

| Nom                        | Code Insee | Gentilé        | Superficie (km2) | Population (dernière pop. légale) | Densité (hab./km2) |
| -------------------------- | ---------- | -------------- | ---------------- | --------------------------------- | ------------------ |
| Vaison-la-Romaine (siège)  | 84137      | Vaisonnais     | 26,99            | 5 920 (2022)                      | 219                |
| Brantes                    | 84021      | Brantulois     | 28,18            | 86 (2022)                         | 3,1                |
| Buisson                    | 84022      | Buissonnais    | 9,49             | 256 (2022)                        | 27                 |
| Cairanne                   | 84028      | Cairannais     | 22,51            | 1 121 (2022)                      | 50                 |
| Crestet                    | 84040      | Crestelains    | 11,48            | 418 (2022)                        | 36                 |
| Entrechaux                 | 84044      | Entrechalais   | 14,91            | 1 164 (2022)                      | 78                 |
| Faucon                     | 84045      | Fauconnais     | 8,65             | 454 (2022)                        | 52                 |
| Mollans-sur-Ouvèze         | 26188      | Mollanais      | 19,96            | 1 055 (2022)                      | 53                 |
| Puyméras                   | 84094      | Puymérassiens  | 14,59            | 584 (2022)                        | 40                 |
| Rasteau                    | 84096      | Rastellains    | 18,81            | 791 (2022)                        | 42                 |
| Roaix                      | 84098      | Roaixois       | 5,83             | 622 (2022)                        | 107                |
| Sablet                     | 84104      | Sabletains     | 11,1             | 1 433 (2022)                      | 129                |
| Saint-Léger-du-Ventoux     | 84110      | Laugerois      | 19,29            | 27 (2022)                         | 1,4                |
| Saint-Marcellin-lès-Vaison | 84111      | Marcellinois   | 3,56             | 335 (2022)                        | 94                 |
| Saint-Romain-en-Viennois   | 84116      | Saint-Romanois | 9                | 860 (2022)                        | 96                 |
| Saint-Roman-de-Malegarde   | 84117      | Saint-Romanais | 8,21             | 339 (2022)                        | 41                 |
| Savoillan                  | 84125      | Savoillaniens  | 8,81             | 74 (2022)                         | 8,4                |
| Séguret                    | 84126      | Ségurétains    | 21,04            | 773 (2022)                        | 37                 |
| Villedieu                  | 84146      | Villadéens     | 11,38            | 480 (2022)                        | 42                 |

### Démographie
| 1968   | 1975   | 1982   | 1990   | 1999   | 2008   | 2013   | 2018   |
| ------ | ------ | ------ | ------ | ------ | ------ | ------ | ------ |
| 11 745 | 12 566 | 13 878 | 14 639 | 15 533 | 16 739 | 16 848 | 16 684 |

## Administration

### Siège
Le siège de la communauté de communes est situé à Vaison-la-Romaine.

### Les élus
Le conseil communautaire de la communauté de communes se compose de 37 conseillers, représentant chacune des communes membres et élus pour une durée de six ans.
Ils sont répartis comme suit :
| Nombre de conseillers | Communes                                                  |
| --------------------- | --------------------------------------------------------- |
| 14                    | Vaison-la-Romaine                                         |
| 2                     | Cairanne, Entrechaux, Mollans-sur-Ouvèze, Sablet, Séguret |
| 1 (+1 suppléant)      | les 13 autres communes                                    |

### Présidence
| Période      | Période                | Identité               | Étiquette | Qualité                                  |
| ------------ | ---------------------- | ---------------------- | --------- | ---------------------------------------- |
| 1989         | 2001                   | Claude Haut            | PS        | Maire de Vaison-la-Romaine (1992-2001)   |
| 2001         | octobre 2003 (décès)   | Patrick Fabre          | PS        | Maire de Vaison-la-Romaine (2001-2003)   |
| janvier 2004 | avril 2015 (démission) | Pierre Meffre          | PS        | Maire de Vaison-la-Romaine (2003-2014)   |
| 11 mai 2015  | 2020                   | Jean-Pierre Larguier   | DVG       | Maire de Sablet (depuis 2014)            |
| 2020         | En cours               | Jean-François Périlhou | LR        | Maire de Vaison-la-Romaine (depuis 2014) |

### Compétences
- Hydraulique
- Production, distribution d'énergie
- Assainissement non collectif
- Collecte et traitement des déchets des ménages et déchets assimilés
- Politique du cadre de vie
- Protection et mise en valeur de l'environnement
- Action sociale
- Dispositifs contractuels de développement urbain, de développement local et d'insertion économique et sociale
- Création, aménagement, entretien et gestion de zone d'activités industrielle, commerciale, tertiaire, artisanale ou touristique
- Action de développement économique (Soutien des activités industrielles, commerciales ou de l'emploi, soutien des activités agricoles et forestières...)
- Tourisme
- Construction ou aménagement, entretien, gestion d'équipements ou d'établissements culturels, socioculturels, socioéducatifs, sportifs
- Établissements scolaires
- Activités périscolaires
- Activités culturelles ou socioculturelles
- Activités sportives
- Transport scolaire
- Schéma de cohérence territoriale (SCOT)
- Création et réalisation de zone d'aménagement concerté (ZAC)
- Création, aménagement, entretien de la voirie
- Programme local de l'habitat
- Réalisation d'aire d'accueil ou de terrains de passage des gens du voyage
- Acquisition, montage et entretien de matériel commun
- Communication, information communautaire de la population, actions d'information et de promotion vers l'extérieur; initiation aux techniques de l'information et de la communication
- Mission d'assistance aux communes membres; la Communauté de communes pourra effectuer dans le cadre de l'assistance aux communes, des missions d'assistance générale administratives, financières et techniques. Ces missions feront l'objet d'une convention entre les communes concernées et la Communauté de communes, afin de définir le cadre exact de l'intervention
- Sécurité, contrat local de sécurité et de prévention, commission intercommunale de sécurité. Étude, réalisation et gestion de la future gendarmerie située à Vaison-la-Romaine

### Autres adhésions
- Syndicat mixte d'aménagement de l'Aygues
- Syndicat mixte d'aménagement du bassin de l'Ouvèze (SIABO)

### Régime fiscal et budget
Le régime fiscal de la communauté de communes est la fiscalité professionnelle unique (FPU).